# Минушка
Минушка — деревня в Ирбейском районе Красноярского края. Входит в состав Благовещенского сельсовета.

## География
Деревня находится в юго-восточной части края, в лесостепной зоне, на правом берегу реки Кунгус, на расстоянии приблизительно 38 километров (по прямой) к юго-востоку от Ирбейского, административного центра района. Абсолютная высота — 294 метра над уровнем моря.
Климат
Климат характеризуется как резко континентальный, с продолжительной морозной зимой и коротким тёплым летом. Средняя температура воздуха самого тёплого месяца (июля) составляет 18,3 °C (абсолютный максимум — 38 °C); самого холодного (января) — −21,1 °C (абсолютный минимум — −60 °C). Продолжительность безморозного периода составляет в среднем 90 дней. Среднегодовое количество атмосферных осадков составляет 484 мм, из которых 367 мм выпадает в период с апреля по октябрь. Снежный покров держится в течение 170 дней.

## История
Основана в 1908 году. По данным 1926 года в деревне имелось 96 хозяйств и проживало 542 человека (265 мужчин и 277 женщин). В национальном составе населения того периода преобладали русские. В административном отношении являлась центром Минушкинского сельсовета Ирбейского района Канского округа Сибирского края.

## Население
| 2010 |
| ---- |
| 35   |

Половой состав
По данным Всероссийской переписи населения 2010 года в гендерной структуре населения мужчины составляли 54,3 %, женщины — соответственно 45,7 %.
Национальный состав
Согласно результатам переписи 2002 года, в национальной структуре населения русские составляли 96 % из 72 чел.